# Rio Salcazor
O rio Salcazor (em armênio: Ծաղկա‎ձորի գետ; romaniz.: Całkajori get) é um rio da Armênia, na província de Cotaique. Nasce nas montanhas Salcuniase e flui pelo município de Razdã, antes de se juntar ao rio Marmarique em sua margem direita. Tem 12 quilômetros de comprimento.